# Национальная партия Вьетнама
Национальная партия Вьетнама (сокр. НПВ; вьет. Việt Nam Quốc dân Đảng, «Вьеткуок»)— вьетнамская правоцентристская политическая партия. Первая крупная революционная организация во Вьетнаме. Основана в 1927 году. Выступала за обретение Вьетнамом независимости и за учреждение республиканского демократического правительства. Находилась под сильным влиянием китайских националов, в связи с чем иногда упоминается как «Вьетнамский Гоминьдан».

## История

Партийный флаг НПВ (1929—1945).

Флаг Вьетнамской Революционной Армии.

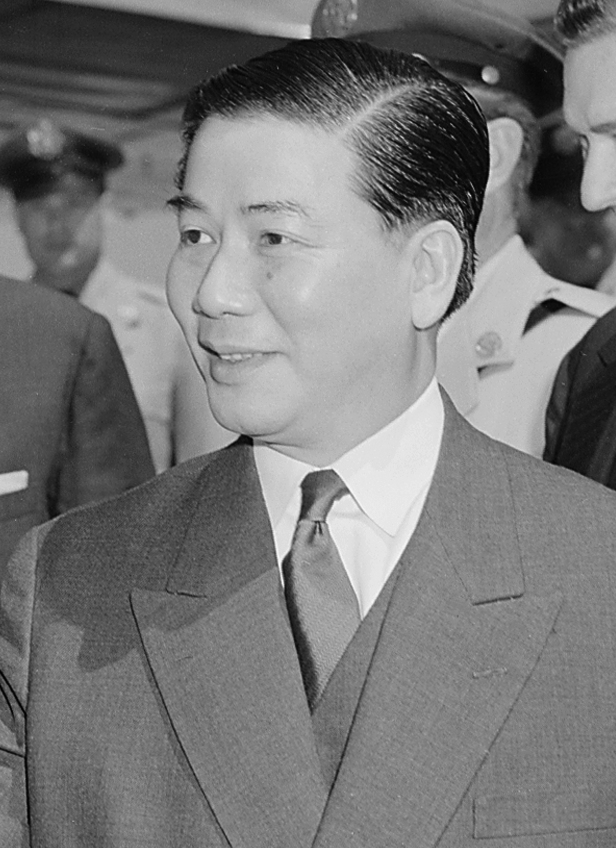
Нго Динь Зьем — первый президент Республики Вьетнам

В конце 1920-х годов Национальная партия перешла к террористической деятельности, после того, как Франция отвергла политические требования вьетнамских националистов. Ее боевики устраивали нападения на французский колониальный персонал и местных коллаборационистов. Наиболее крупной акцией НПВ стало Йенбайское восстание 1930 года, которое было жестоко подавлено французскими войсками, а его лидеры, в том числе руководитель НПВ Нгуен Тхай Хок, казнены.
После поражения Йенбайского восстания Национальная партия ушла в подполье и в значительной мере утратила своё влияние, уступив его созданной в 1930 году Коммунистической партии Вьетнама; многие члены Национальной партии бежали в Китай, где активно сотрудничали с Гоминьданом. В 1945 году Национальная партия Вьетнама возобновила свою деятельность, войдя в состав курируемой коммунистами антифранцузской патриотической организации Льен-Вьет, однако спустя несколько месяцев была вынуждена прекратить легальную работу, а её члены – бежать на юг Вьетнама. Национальная партия Вьетнама существует и сейчас, но только в эмиграции.